# Ana Brenda Contreras
Ana Brenda Contreras Pérez (McAllen, Texas, 24 de diciembre de 1986) es una actriz, empresaria y modelo mexicana nacida en Estados Unidos.
Comenzó su carrera artística como cantante, después de ser la ganadora del reality show mexicano Popstars, y debutó como actriz en 2005, con un personaje menor en la telenovela Barrera de amor.
Obtuvo mayor reconocimiento por sus papeles principales como Maura Albarrán en Sortilegio (2009), Aurora Alcázar en Teresa (2010), Ana Paula Carmona en La que no podía amar (2011) y María Alejandra Mendoza en Corazón indomable (2013).

## Primeros años
Nació en McAllen, Texas. Es hija de Blanca Pérez y Efraín Contreras Puente. Sus padres emigraron de México a Estados Unidos en 1960, creció entre McAllen, Texas, Estados Unidos y Río Bravo, Tamaulipas, lugar de nacimiento de su padre, razón por la que habla español e inglés.
A los 15 años, se mudó con sus padres a la Ciudad de México, después de ser elegida para participar en el reality show musical de Televisa, Popstars México, en donde resultó ganadora junto con otras cuatro jóvenes y se formaron el grupo musical T'de tila, grabaron un álbum homónimo y posteriormente se retiraron de la música.

## Carrera
Inició su carrera artística como cantante en 2002, junto con la banda de Popstars México, T'de tila;  donde tenía María León, luego de la disolución del grupo, en 2003, tomó la decisión de estudiar actuación en el Centro de Educación Artística en la Ciudad de México.
En 2005, debutó como actriz en la telenovela producida por Ernesto Alonso, Barrera de amor, en donde interpretó a Juana Sánchez.
En 2006, participó en la telenovela Duelo de pasiones como Claudia.
En 2008 debutó en el cine, protagonizando la película dramática, Divina confusión, dirigida por Salvador Garcini, por la cual recibió el premio a «Revelación del año» en los Premios Diosa de Plata, en 2009. 
Ese mismo año, fue elegida por MaPat López de Zatarain, para protagonizar la telenovela Juro que te amo.
En 2009 participó en la película Cabeza de Buda. También en 2009, fue elegida por la productora Carla Estrada como la antagonista principal de la telenovela Sortilegio. Más tarde, participó en Mujeres asesinas y en la serie original de Fox, Tiempo final en Colombia.
En 2010, fue elegida para interpretar a Aurora Alcázar en la telenovela, Teresa. Adaptación de la telenovela del mismo nombre, original de Mimí Bechelani y protagonizada por la famosa actriz Salma Hayek. Ese mismo año incursiona en el teatro con el musical Timbiriche, donde da vida a «Carol».
En 2011 fue invitada por el productor José Alberto Castro, para protagonizar la telenovela La que no podía amar. La telenovela fue basada en La mujer que no podía amar, historia original de Delia Fiallo.
En 2013, protagonizó la telenovela Corazón indomable, basada en La indomable.
En 2014 participó en la película mexicana Volando bajo, dirigida por Beto Gómez y protagonizada por Sandra Echeverría. Más tarde, fue presentadora de los Premios Juventud.
En 2015, Contreras fue elegida por Salvador Mejía, como protagonista de la telenovela, Lo imperdonable, donde comparte créditos con Iván Sánchez y Claudia Ramírez. participó en la banda sonora de la telenovela e interpretó «Como perdonar», tema de la telenovela.
En 2016 participó en la serie de televisión Blue Demon, basada en la vida del famoso luchador mexicano del mismo nombre. Más tarde, protagonizó la película Túnel 19.
En 2018, fue anunciada como protagonista de la telenovela Por amar sin ley, interpretando a Alejandra Ponce, donde compartió créditos con David Zepeda, Julián Gil y Víctor García.
En agosto de 2018 fue anunciada por The CW como parte del elenco principal de la segunda temporada de la serie de televisión, Dynasty, interpretando a Cristal Jennings.
En 2020, fue anunciada por Univision como presentadora de Tu cara me suena. También lanza su marca de productos para el pelo, llamada eva+avô.
En 2021, fue anunciada por StarzaPlay, nueva Lionsgate+, como protagonista de Toda la sangre interpretando a Edith Mondragón, al lado de Aarón Díaz.
En agosto de 2022, fue anuncia por los medios de comunicación, que estaría en la serie de Telemundo, El Conde: amor y honor, interpretando a Mariana Zambrano, al lado de Fernando Colunga, Chantal Andere y Marjorie de Sousa.
En 2024 participa en el programa ¿Quién es la máscara?, dando vida al personaje de «Ranastacia», siendo la última eliminada.

## Vida personal e imagen pública
Se casó con el torero mexicano Alejandro Amaya. La boda se realizó en la ciudad de Las Vegas, Estados Unidos, de manera civil en 2013. La pareja se divorció en 2014.
En paralelo a su carrera como actriz, es imagen de P&G, Always Active y Pantene en México y varios países de Latinoamérica. También ha aparecido en portadas de revistas como GQ, People en Español y Revista Caras. En marzo de 2014, de manos de la autoridad municipal de Río Bravo, Rogelio Villaseñor Sánchez recibió el título de embajadora especial.
Ana Brenda, reparte su tiempo viviendo entre su residencia en Ciudad de México y Los Ángeles, donde desarrolla su carrera como actriz.

## Filmografía

### Televisión
| Año       | Nombre                 | Papel                                       |
| --------- | ---------------------- | ------------------------------------------- |
| 2005      | Barrera de amor        | Juana «Juanita» Sánchez                     |
| 2006      | Duelo de pasiones      | Claudia                                     |
| 2008      | Juro que te amo        | Violeta Madrigal Campero de Aldama          |
| 2009      | Sortilegio             | Maura Albarrán                              |
| 2010      | Teresa                 | Aurora Alcázar Coronel                      |
| 2011      | La que no podía amar   | Ana Paula Carmona Flores                    |
| 2013      | Corazón indomable      | María Alejandra Mendoza «Maricruz Olivares» |
| 2015      | Lo imperdonable        | Verónica Prado-Castelo                      |
| 2018-2019 | Por amar sin ley       | Alejandra Ponce Ruiz                        |
| 2018-2019 | Dynasty                | Cristal Jennings                            |
| 2022      | Toda la sangre         | Edith Mondragon                             |
| 2024      | El Conde: amor y honor | Mariana Zambrano                            |

### Programas
| Año  | Nombre                | Papel                                     |
| ---- | --------------------- | ----------------------------------------- |
| 2002 | Popstars              | Participante                              |
| 2009 | Mujeres asesinas      | Marcela Garrido «Las Garrido: codiciosas» |
| 2009 | Tiempo final          | Valentina «Diva», tercera temporada       |
| 2016 | Blue Demon            | Goyita Vera                               |
| 2024 | ¿Quién es la máscara? | «Ranastacia»                              |

### Cine
| Año  | Nombre           | Papel             |
| ---- | ---------------- | ----------------- |
| 2008 | Divina confusión | Bibi              |
| 2009 | Cabeza de Buda   | Invitada          |
| 2014 | Volando bajo     | Mariana Arredondo |
| 2016 | Túnel 19         | Esperanza Medina  |

### Teatro
| Año  | Nombre                 | Papel              |
| ---- | ---------------------- | ------------------ |
| 2015 | Mentiras: el musical   | Daniela de Mijares |
| 2016 | El hombre de La Mancha | Dulcinea           |

## Premios y nominaciones
| Año  | Ceremonia de premios      | Trabajado nominado      | Categoría                          | Resultado |
| ---- | ------------------------- | ----------------------- | ---------------------------------- | --------- |
| 2009 | Premios Diosa de Plata    | Divina confusión        | Revelación femenina                | Ganadora  |
| 2011 | Premios TVyNovelas        | Teresa                  | Mejor actriz coestelar             | Nominada  |
| 2012 | Premios Juventud          | La que no podía amar    | Chica que me quita el sueño        | Ganadora  |
| 2012 | Premios People en Español | La que no podía amar    | Mejor actriz                       | Nominada  |
| 2012 | Premios People en Español | La que no podía amar    | Pareja del año (con Jorge Salinas) | Ganadores |
| 2012 | Premios TVyNovelas        | La que no podía amar    | Mejor actriz                       | Nominada  |
| 2013 | Premios People en Español | Corazón indomable       | Mejor actriz                       | Nominada  |
| 2013 | Premios People en Español | Corazón indomable       | Pareja del año (con Daniel Arenas) | Nominados |
| 2014 | Premios TVyNovelas        | Corazón indomable       | Mejor actriz protagónica           | Nominada  |
| 2014 | Premios Juventud          | Corazón indomable       | Chica que me quita el sueño        | Nominada  |
| 2014 | Premios Juventud          | Quiero vestir como ella | Quiero vestir como ella            | Ganadora  |
| 2017 | Premios TVyNovelas        | Blue Demon              | Mejor actriz protagónica de serie  | Ganadora  |

Otros reconocimientos
- 2012: La revista People en Español, la nombró una de los «50 más bellos» de ese año.[82]
- 2014: La revista People en Español, la nombró una de los «50 más bellos» de ese año.[83]